# Hardin (Texas)
Hardin es una ciudad ubicada en el condado de Liberty en el estado estadounidense de Texas. En el Censo de 2010 tenía una población de 819 habitantes y una densidad poblacional de 122 personas por km². Se encuentra sobre la orilla izquierda del río Trinity, a poca distancia de su desembocudura en la bahía de Galveston. 

## Geografía
Hardin se encuentra ubicada en las coordenadas 30°8′57″N 94°44′16″O / 30.14917, -94.73778. Según la Oficina del Censo de los Estados Unidos, Hardin tiene una superficie total de 6.71 km², de la cual 6.71 km² corresponden a tierra firme y (0%) 0 km² es agua.

## Demografía
Según el censo de 2010, había 819 personas residiendo en Hardin. La densidad de población era de 122 hab./km². De los 819 habitantes, Hardin estaba compuesto por el 92.43% blancos, el 0.98% eran afroamericanos, el 0.73% eran amerindios, el 0.12% eran asiáticos, el 0% eran isleños del Pacífico, el 3.54% eran de otras razas y el 2.2% pertenecían a dos o más razas. Del total de la población el 9.28% eran hispanos o latinos de cualquier raza.